# Dian Fosseyová
Dian Fosseyová (16. ledna 1932, San Francisco – 26. prosince 1985, výzkumná stanice Karisoke, Volcanoes, Rwanda) byla americká bioložka zabývající se studiem života goril horských.
Po setkaní se známým primatologem Louisem Leakeym při cestě po Africe v roce 1963 se rozhodla studovat život gorily horské v pohoří Virunga.
Po krátké zastávce v Zairu se kvůli tamním občanským nepokojům přemístila do Rwandy, kde v národním parku Volcanoes založila výzkumnou stanici Karisoke ležící mezi horami Karisimbi a Visoke. Své výzkumy začala v roce 1967 a prožila zde 18 let, které zasvětila svým milovaným gorilám. Když pytláci zabili jejího oblíbence Digita, založila Digitův fond a zahájila kampaň proti pytláctví a za záchranu goril.
Dne 26. prosince roku 1985 byla ve své chýši nalezena zavražděná. Její vražda zůstává neobjasněná. Poslední záznam v jejím deníku zněl: „Když si uvědomíme cenu všeho živého, budeme méně lpět na minulosti a můžeme se tak více soustředit na záchranu budoucnosti.“
Její kniha „Gorily v mlze“ byla vydána dva roky před její tragickou smrtí (Fossey, D. 1983 Gorillas in the Mist. Boston: Houghton Mifflin). Poutavý příběh byl pod stejným názvem v roce 1988 i zfilmován. Roli Dian Fosseyové zde ztvárnila Sigourney Weaver.
Ovšem pozorování Fosseyové jsou zkreslená a násilí goril se ukazuje jako běžné.